# Andrzej Ujwary
Andrzej Ujwary (ur. 21 sierpnia 1960 w Nowym Targu) – polski hokeista, olimpijczyk.
Z wykształcenia mechanik. Zawodnik grający na pozycji obrońcy. Przez całą karierę zawodniczą związany z miejscowym Podhalem. Z klubem tym zdobył 3 złote i 4 srebrne medale mistrzostw Polski. W latach 1979–1986 w reprezentacji Polski wystąpił 104 razy zdobywając 2 bramki. Wystąpił w pięciu turniejach o mistrzostwo świata oraz w igrzyskach olimpijskich w Lake Placid (1980) i Sarajewie (1984).
Po wygraniu przez Polskę turnieju mistrzostw świata Grupy B w 1985 i uzyskanym awansie do Grupy A został odznaczony Brązowym Medalem za Wybitne Osiągnięcia Sportowe.
Po 1987 wyemigrował do USA. Zamieszkał w Detroit.